# Mitologia germańska
Mitologia germańska – termin obejmujący wierzenia związane z religią germańską, jak mitologia nordycka, mitologia anglo-saksońska, kontynentalna mitologia germańska i inne mitologie Germanów. Mitologia germańska wywodzi się z mitologii indoeuropejskiej, znanej również jako mitologia indogermańska.